# Wade Williams
Wade Williams (Tulsa, 24 dicembre 1961) è un attore statunitense.

## Biografia
Nato a Tulsa, nello stato dell'Oklahoma, è conosciuto al pubblico soprattutto per la sua interpretazione di Bradley "Brad" Bellick nella serie tv Prison Break.

## Filmografia parziale

### Attore

#### Cinema
- Route 9, regia di David Mackay (1998)
- Candyman - Il giorno della morte (Candyman: Day of the Dead), regia di Turi Meyer (1999)
- Un poliziotto a quattro zampe 2 (K-911), regia di Charles T. Kanganis (1999)
- Da che pianeta vieni? (What Planet Are You From?), regia di Mike Nichols (2000)
- Erin Brockovich - Forte come la verità (Erin Brockovich), regia di Steven Soderbergh (2000)
- Terror Tract, regia di Lance W. Dreesen e Clint Hutchison (2000)
- Alì, regia di Michael Mann (2001)
- Bark!, regia di Kasia Adamik (2002)
- Local Boys, regia di Ron Moler (2002)
- Bug, regia di Phil Hay e Matt Manfredi (2002)
- Ken Park, regia di Larry Clark e Edward Lackman (2002)
- I Witness - La verità uccide (I Witness), regia di Rowdy Herrington (2003)
- Mummy an' the Armadillo, regia di J.S. Cardone (2004)
- American Crime, regia di Dan Mintz (2004)
- Collateral, regia di Michael Mann (2004)
- Flicka - Uno spirito libero (Flicka), regia di Michael Mayer (2006)
- The Last Harbor, regia di Paul Epstein (2010)
- The Chicago 8, regia di Pinchas Perry (2011)
- Il cavaliere oscuro - Il ritorno (The Dark Knight Rises), regia di Christopher Nolan (2012)
- Gangster Squad, regia di Ruben Fleischer (2013)
- Darkest Minds (The Darkest Minds), regia di Jennifer Yuh Nelson (2018)
- Venom, regia di Ruben Fleischer (2018)
- Lena e Snowball, regia di Brian Herzlinger (2021)

#### Televisione
- Profiler - Intuizioni mortali (Profiler) - serie TV, episodio 1x16 (1997)
- Chicago Hope - serie TV, 1 episodio (1998)
- Due poliziotti a Palm Beach (Silk Stalkings) - serie TV, episodio 8x11 (1998)
- NYPD - New York Police Department (NYPD Blue) - serie TV, episodio 6x04 (1998)
- Seven Days – serie TV, episodio 1x10 (1998)
- Star Trek: Voyager - serie TV, episodio 4x25 (1998)
- E.R. - Medici in prima linea (ER) - serie TV, episodio 6x01 (1999)
- Il tocco di un angelo (Touched by an Angel) - serie TV, episodio 6x07 (1999)
- L.A. Heat – serie TV, 1 episodio (1999)
- Sons of Thunder - serie TV, episodio 1x01 (1999)
- Terra promessa (Promised Land) – serie TV, 1 episodio (1999)
- Becker - serie TV, episodio 2x21 (2000)
- Good vs Evil (G vs E) - serie TV, 1 episodio (2000)
- Nash Bridges - serie TV, episodio 6x01 (2000)
- Secret Agent Man – serie TV, 1 episodio (2000)
- Walker Texas Ranger (Walker, Texas Ranger) - serie TV, episodio 9x04 (2000)
- Buffy l'ammazzavampiri (Buffy the Vampire Slayer) - serie TV, episodio 5x20 (2001)
- Six Feet Under - serie TV, episodio 1x07 (2001)
- Star Trek: Enterprise - serie TV, episodio 1x08 (2001)
- Streghe (Charmed) - serie TV, episodio 3x16 (2001)
- The Bernie Mac Show - serie TV, 14 episodi (2001-2005)
- X-Files (The X-Files) - serie TV, episodio 8x09 (2001)
- Astronauts, regia di Robert Harmon - film TV (2002)
- 24 - serie TV, episodi 1x15-1x16 (2002)
- CSI: Scena del crimine (CSI: Crime Scene Investigation) - serie TV, episodio 3x06 (2002)
- Crossing Jordan - serie TV, episodio 2x06 (2002)
- MDs - serie TV, 8 episodi (2002)
- Robbery Homicide Division – serie TV, 1 episodio (2002)
- JAG - Avvocati in divisa (JAG) - serie TV, episodio 9x08 (2003)
- CSI: Miami - serie TV, episodio 2x10 (2003)
- Las Vegas - serie TV, episodio 1x18 (2004)
- Tru Calling - serie TV, episodio 1x14 (2004)
- Over There - serie TV, 2 episodi (1x02-1x12) (2005)
- Prison Break - serie TV, 63 episodi (2005-2008)
- Criminal Minds - serie TV, episodio 5x04 (2009)
- Detective Monk (Monk) - serie TV, episodio 8x12 (2009)
- Leverage - Consulenze illegali (Leverage) - serie TV, episodio 2x13 (2010)
- Bones - serie TV, episodio 5x20 (2010)
- The Whole Truth - serie TV, episodio 1x04 (2010)
- Chase - serie TV, episodio 1x18 (2011)
- Memphis Beat - serie TV, episodio 2x03 (2011)
- The Mentalist - serie TV, episodio 4x05 (2011)
- Common Law - serie TV, episodio 1x11 (2012)
- Touch - serie TV, episodio 2x01 (2012)
- Vegas - serie TV, episodio 1x04 (2012)
- NCIS - Unità anticrimine (NCIS) - serie TV, episodio 11x03 (2013)
- Longmire - serie TV, episodio 1x06 (2013)
- Revenge - serie TV, episodio 3x22 (2014)
- Crisis - serie TV, 2 episodi (2014)
- Grimm - serie TV, episodio 5x09 (2016)
- Westworld - Dove tutto è concesso (Westworld) - serie TV, episodio 1x05 (2016)
- The Blacklist - serie TV, episodio 4x20 (2017)
- Elementary - serie TV, episodio 5x11 (2017)
- Cowboy Bebop - serie TV, episodio 1x05 (2021)

### Doppiatore
- Avatar - La leggenda di Aang (2008)
- Batman: The Brave and the Bold (2010)
- Batman: The Dark Knight Returns - Part 1 (2012)

## Doppiatori italiani
Nelle versioni in italiano delle opere in cui ha recitato, Wade Williams è stato doppiato da:
- Claudio Fattoretto in CSI: Miami, The Mentalist
- Paolo Marchese in Criminal Minds, Detective Monk
- Pasquale Anselmo in Leverage - Consulenze illegali, Longmire
- Gianluca Tusco in Revenge, Code Black
- Claudio Ridolfo in Un poliziotto a 4 zampe 2
- Bruno Conti in X-Files
- Roberto Draghetti in Ken Park
- Ennio Coltorti in 24
- Paolo Buglioni in CSI: Scena del crimine
- Mario Bombardieri in True Calling
- Massimo Corvo in Prison Break
- Ambrogio Colombo in Bones
- Stefano De Sando in Memphis Beat
- Franco Mannella in E.R. - Medici in prima linea
- Stefano Mondini in Burn Notice - Duro a morire
- Emidio La Vella in Il cavaliere oscuro - Il ritorno
- Luca Biagini in Darkest Minds
- Maurizio Fiorentini in Draft Day
- Roberto Stocchi in NCIS - Unità anticrimine
- Franco Zucca in Westworld - Dove tutto è concesso
- Dario Penne in The Blacklist
- Nino Prester in Elementary
- Gerolamo Alchieri in Cowboy Bebop
- Roberto Fidecaro in Venom